# Municipio de San Carlos (Uruguay)
El municipio de San Carlos es uno de los ocho municipios del departamento de Maldonado, en Uruguay. Fue creado por la Ley n.º 18.653 del 15 de marzo de 2010.

## Territorio
El municipio se encuentra localizado en la zona central del departamento de Maldonado. Cuenta con un área de 1438 km² (30% del área departamental) y una población aproximada de 37.000 habitantes (19,42% de la población departamental).

### Localidades incluidas en el municipio
| - Alfaro - Arroyito de Medina - Balneario Buenos Aires - Balneario San Carlos - Cañada Bellaca - Carapé - Carlos Cal - Corte de la Leña - Edén Rock - El Chorro - El Edén - El Tesoro - Guardia Vieja - La Barra - Las Cañas - Los Morteros - Manantiales | - Mataojo - Pago de la Paja - Partido Norte - Partido Oeste - Paso de la Cantera - Punta del Campanera - Punta Piedras - Puntas de Mataojo - Rincón de los Sosa - San Carlos - San Juan del Este - San Vicente - Santa Mónica - Sarandí del Mataojo - Zanja del Tigre |

## Límites
Según el Decreto N.º 3862 del 11 de febrero de 2010 de la Junta Departamental de Maldonado, se estableció la siguiente jurisdicción territorial:

Artículo 1°. - Créase el Municipio de San Carlos, el que tendrá la siguiente jurisdicción territorial: Al Sur: el Océano Atlántico y el límite de la jurisdicción de la Junta Local de Punta del Este. Al Noroeste: la jurisdicción de la Junta Local de Piriápolis. Al Oeste: Arroyo El Potrero. Al Norte y Este: límite de la jurisdicción de la Junta Local Autónoma y Electiva de San Carlos.-

## Distritos electorales
Según el Decreto N.º 3909 del 2 de diciembre de 2014 (decreto ampliatorio del 3862) de la Junta Departamental de Maldonado, se dispusieron las siguientes series electorales:
- DBA: San Carlos Centro
- DBB: Partido Norte
- DBC: Carapé - Caracoles
- DBD: Lavagna
- DBE: La Cuchilla
- DBF: Rodríguez Barrios
- DBG: Asturias
- DDA: Mataojo
- DDB: Guardia Vieja
- DDC: Carapé - Caracoles
- DED: La Barra urbana
- DEE: Corte de la Leña
- DEF: Las Cañas
- DEH: Paso de la Paja - Rural

## Autoridades
La autoridad del municipio es el Concejo Municipal, compuesto por el Alcalde y cuatro Concejales.
| Nº | Alcalde           | Partido             | Inicio del mandato      | Fin del mandato         | Observaciones     | Concejales                                                                                          |
| -- | ----------------- | ------------------- | ----------------------- | ----------------------- | ----------------- | --------------------------------------------------------------------------------------------------- |
| 1  | Gregorio Quintana | Frente Amplio FA    | 9 de julio de 2010      | julio de 2015           | Alcalde elegido   | Elso Dandrau (FA) Fabio Rocha (FA) Carlos Lorenzo (FA) Homero Bonilla Maurente (PN)                 |
| 2  | Alba Rijo         | Frente Amplio FA    | julio de 2015           | 26 de noviembre de 2020 | Alcaldesa elegida | José Luis Curbelo (FA) Marie Claire Millán Redín (FA) Carlos Pereyra (PN) Hugo Martínez Icardi (PN) |
| 3  | Carlos Pereyra    | Partido Nacional PN | 27 de noviembre de 2020 | 2025                    | Alcalde elegido   | Diego Machado (PN) Fernando Suárez (PN) Alba Rijo (FA) Alicia Fontes (FA)                           |